# Volkswagen Passat V
La Volkswagen Passat V (chiamata anche Passat B5) è un'autovettura prodotta dalla casa automobilistica tedesca Volkswagen dal 1996 al 2005.
Si tratta della quinta generazione della Volkswagen Passat.

## Descrizione

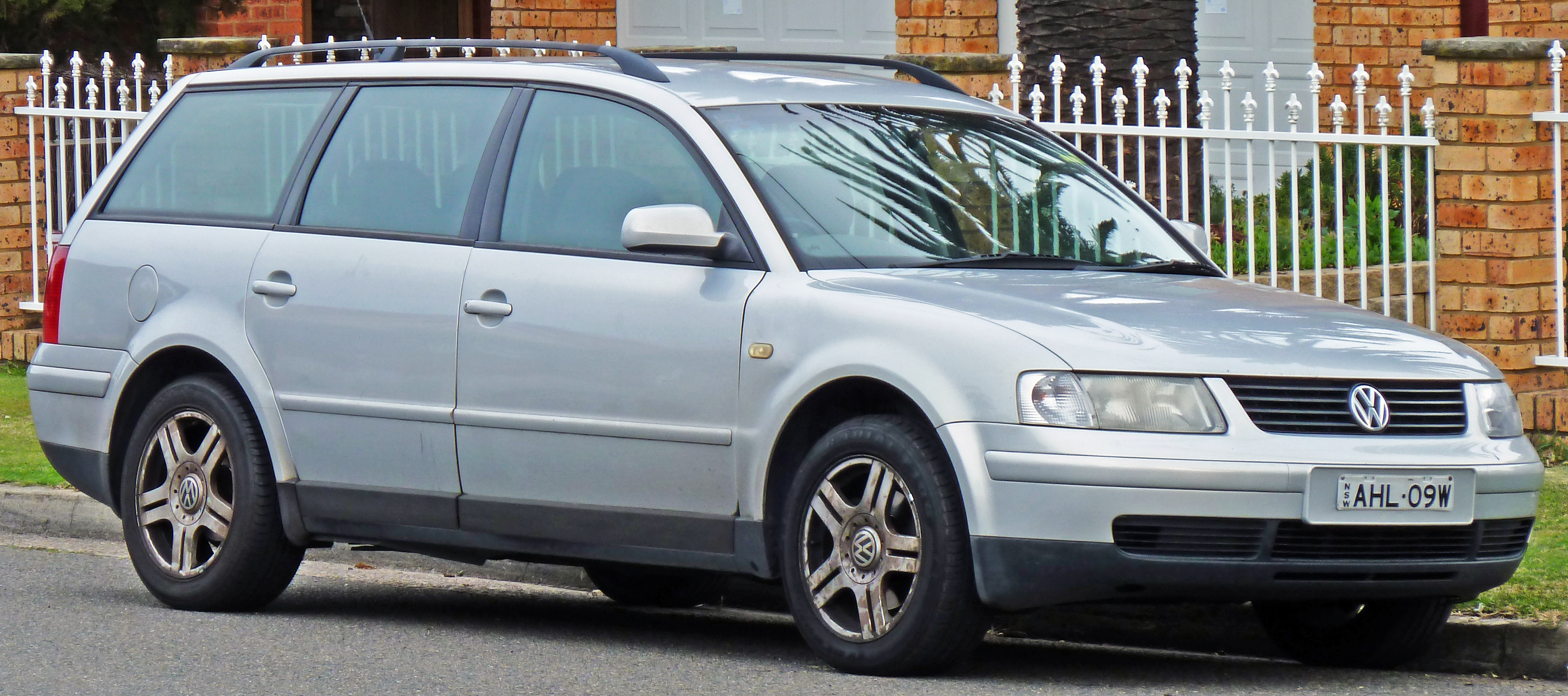
Volkswagen Passat Variant B5

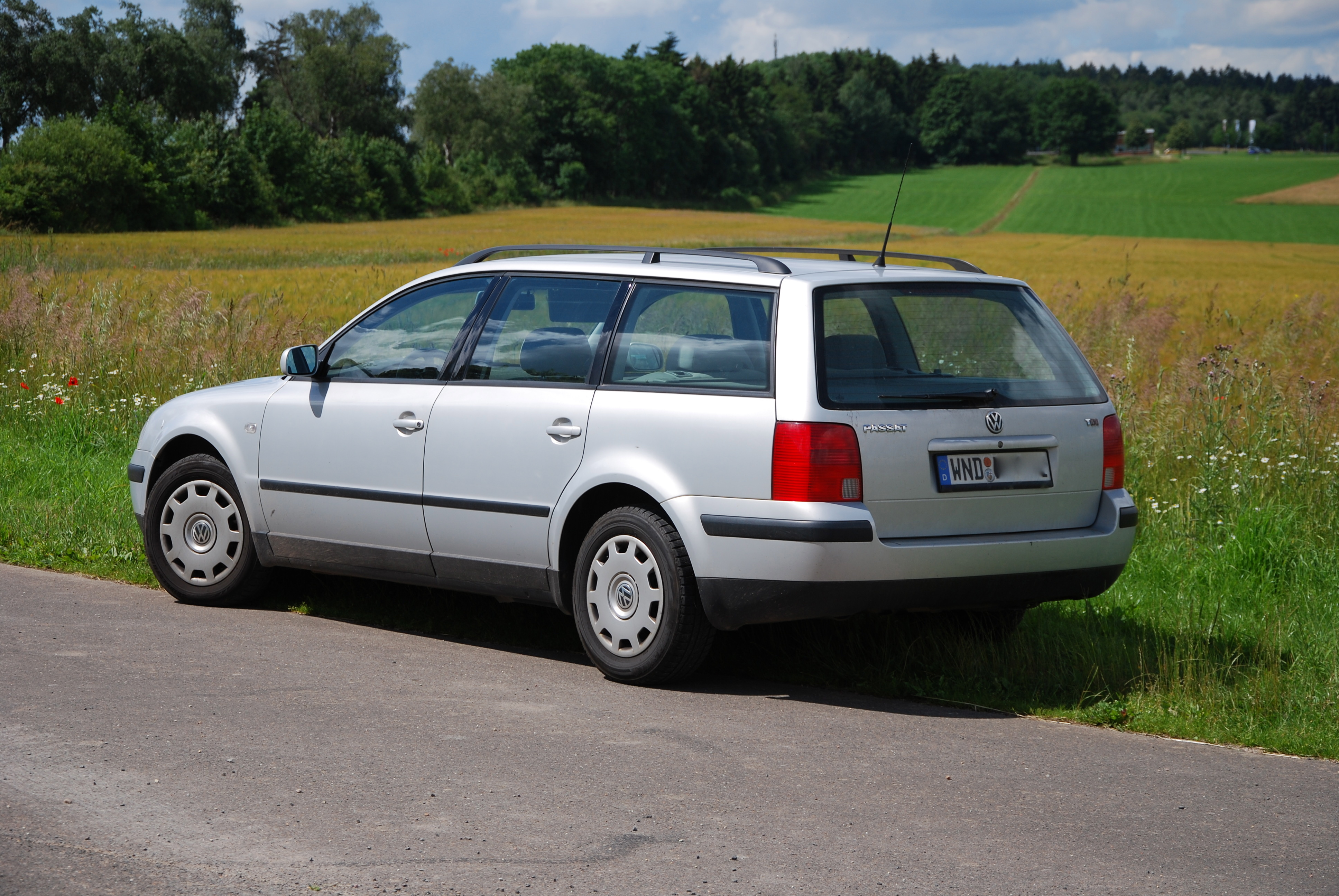
Vista posteriore della Variant B5

La Passat quinta serie (con pianale B5) è stata lanciata nel febbraio 1997 in Europa e nell'ottobre 1998 in Nord America. Questa versione della Passat condivide molte parti del pianale con l'Audi A4 B5 del 1994, che rispetto a essa presenta un passo allungato, aumentando di 86 mm lo spazio disponibile per i passeggeri posteriori. Dal punto di vista estetico e meccanico, la "quinta" Passat era completamente diversa dalle versioni precedenti, lo stile, curato da Hartmut Warkuss, in seguito poi ripreso dalla Golf IV e dalla Bora. 
Rispetto a ciò che si trovava in commercio in quegli anni nel segmento D, la Passat fissava un nuovo punto di riferimento, sia dal punto di vista tecnico sia nella qualità globale del progetto, dopo la parziale parentesi rappresentata dalla serie precedente.
Meccanicamente presentava il tipico schema Audi con il motore montato in senso longitudinale a sbalzo, ovvero davanti l'asse anteriore, mentre la trazione era anteriore o integrale permanente a 3 differenziali. Eredita dall'A4 il sofisticato e raffinato sistema di sospensione a quadrilatero alto ad asse di sterzo virtuale all'anteriore, mentre al posteriore la sospensione varia in base al tipo di trazione: ponte torcente per le versioni a trazione anteriore come sulla Audi A4, ma diversamente da quest'ultima, le versioni a trazione integrale montano un quadrilatero basso (invece di quello alto) a triangoli sovrapposti, questa soluzione permette specialmente nella versione Variant, di non avere l'ingombro della sospensione ai lati del bagagliaio lasciando maggior spazio con una forma più regolare dello stesso. Particolarmente curata l'aerodinamica con un Cx di 0,27 sia per la berlina sia per la station wagon grazie alle sue linee tondeggianti, uno dei più bassi tra le vetture del suo segmento.
L'impianto ABS montato su tutte le versioni comprendeva: il controllo della trazione (ASR), il bloccaggio elettronico del differenziale (EDS) funzionante fino a 40 km/h che agiva sui i freni anteriori e nel caso della trazione integrale, anche su quelli posteriori mentre l'ESP era un optional.
La trazione integrale è stata introdotta nel 1997 come optional, era basata sulla quarta generazione del sistema Audi quattro, rinominata da VW in 4motion, prevedeva il differenziale centrale Torsen T-2 che ripartiva la coppia al 50:50 tra l'anteriore e il posteriore in condizioni normali, mentre durante le perdite di aderenza poteva spostare la coppia fino al 75% su uno dei due assi.
Dotata di airbag per il guidatore, passeggero anteriore e due laterali nei sedili anteriori, questa versione è stata la prima Passat a essere sottoposta ai crash test dell'Euro NCAP, raggiungendo il risultato di 3 stelle.
All'esordio i motori disponibili erano i diesel 1.9 TDI da 90 CV (non disponibile in Italia) o 110 CV, il 2.5 TDI V6 da 150 CV entrambi con sistema di iniezione diretta a pompa rotativa, i benzina 1.6 101 CV, 1.8 125 CV, 1.8 turbo da 150, 2.3 V5 a 5 cilindri da 150 CV e il 2.8 V6 da 193 CV. 
I 1.8 ed il 2.8 V6 erano dotati di una distribuzione mista cinghia-catena e di 5 valvole per cilindro.
Nel 1999 il 1.9 TDI sarà dotato del sistema iniettore pompa che vedrà salire la potenza a 115 CV e 285 Nm di coppia in luogo dei 235 Nm della precedente TDI 110 CV.
Nacque però un piccolo problema nella versione 1.8: il serbatoio dell'olio del motore 1.8 longitudinale aveva una minor capacità rispetto alla versione trasversale (4.35 per il trasversale e 4.07 per il longitudinale) e rischiava di avere della morchia dell'olio nel motore. Per questo motivo, l'olio, doveva essere sostituito a intervalli regolari e bisognava usare solo olio sintetico al 100%.
I cambi prevedevano inizialmente il manuale a 5 marce, il manuale a 6 marce per il V6 TDI, l'automatico a quattro rapporti e l'automatico Tiptronic a cinque rapporti (di nuova generazione -per l'epoca- a gestione elettronica e che permetteva pure un utilizzo sequenziale); in seguito fu reso disponibile anche il 6 marce manuale per il 1.9 TDI 115 CV nella versione 4Motion.
Tra gli optional vi erano i fari allo xeno con controllo elettronico della profondità, navigatore satellitare, telefono cellulare, climatizzatore automatico.

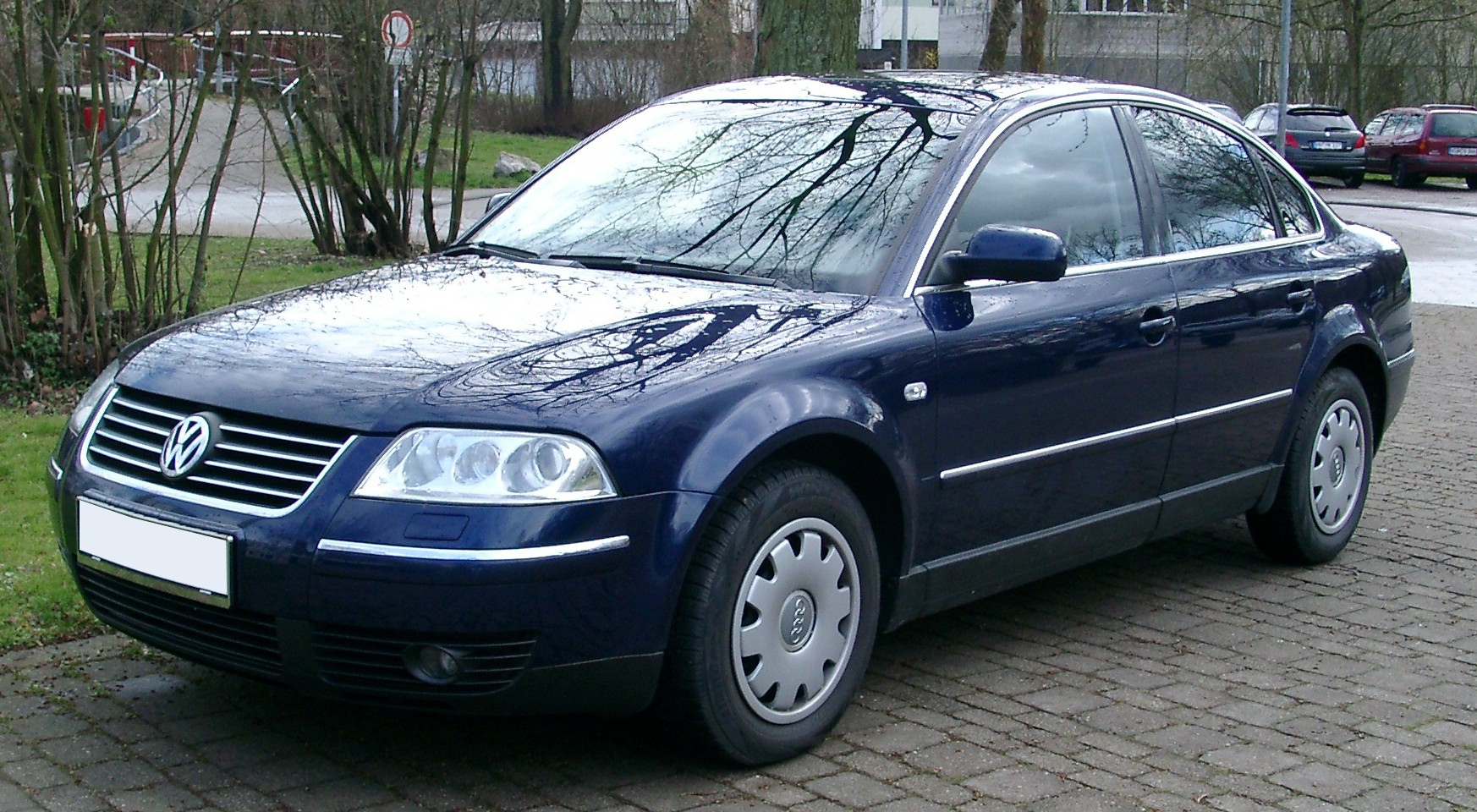
Passat B5 restyling

## Evoluzione

### Restyling 2001 (3BG)
All'inizio del 2001 la Passat ricevette un restyling, che includeva un leggero cambiamento estetico. Questo cambiamento è conosciuto come B5,5. 

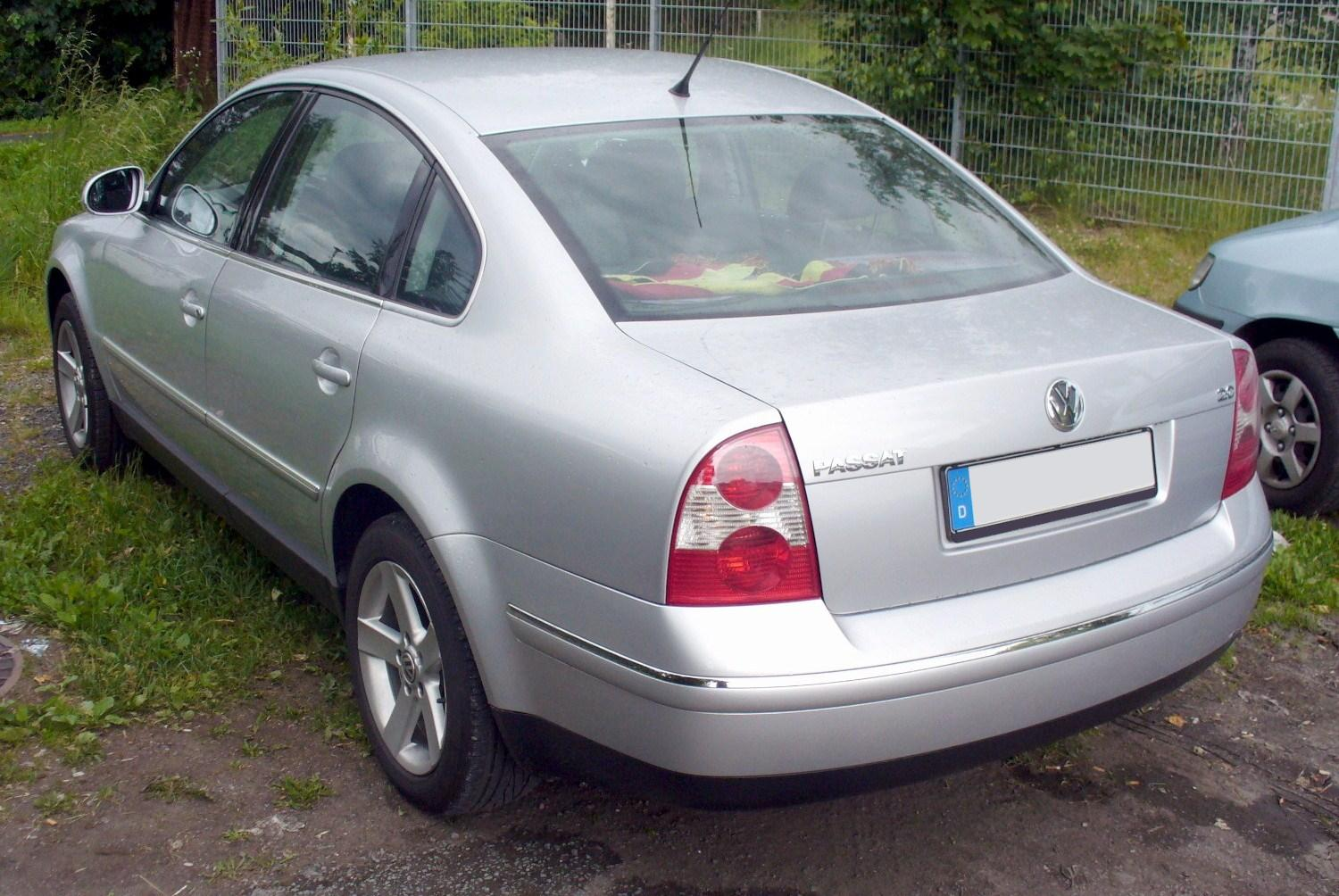
Vista posteriore

Il telaio e il pianale restarono immutati, la lunghezza aumentò di 28 mm per la berlina e di 7 mm per la Variant. Vennero cambiati i fari (anteriori e posteriori), i paraurti, il cofano, la griglia del radiatore, aggiunti alcuni pezzi cromati e introdotto l'ESP di serie su tutta la gamma. Venne migliorata l'insonorizzazione del corpo vettura, aggiornata l'elettronica di bordo e aggiunte nuove funzionalità e optional tra i quali: il navigatore satellitare con navigazione dinamica, sintonizzatore TV, i fari Bi-Xenon con regolazione dinamica della profondità, i sensori di parcheggio posteriori e il tetto a celle solari integrate che alimenta il ventilatore dell'aria che raffredda l'interno del veicolo quando l'accensione è spenta. Altri particolari introdotti furono la chiave pieghevole a onde radio per tutti i modelli, l'eliminazione del cilindretto della serratura sulla portiera del passeggero anteriore e il portellone posteriore con comando di sblocco elettrico a distanza. La scocca fu rinforzata in alcune zone, i pannelli della carrozzeria furono ispessiti e aggiunte delle saldature al laser.

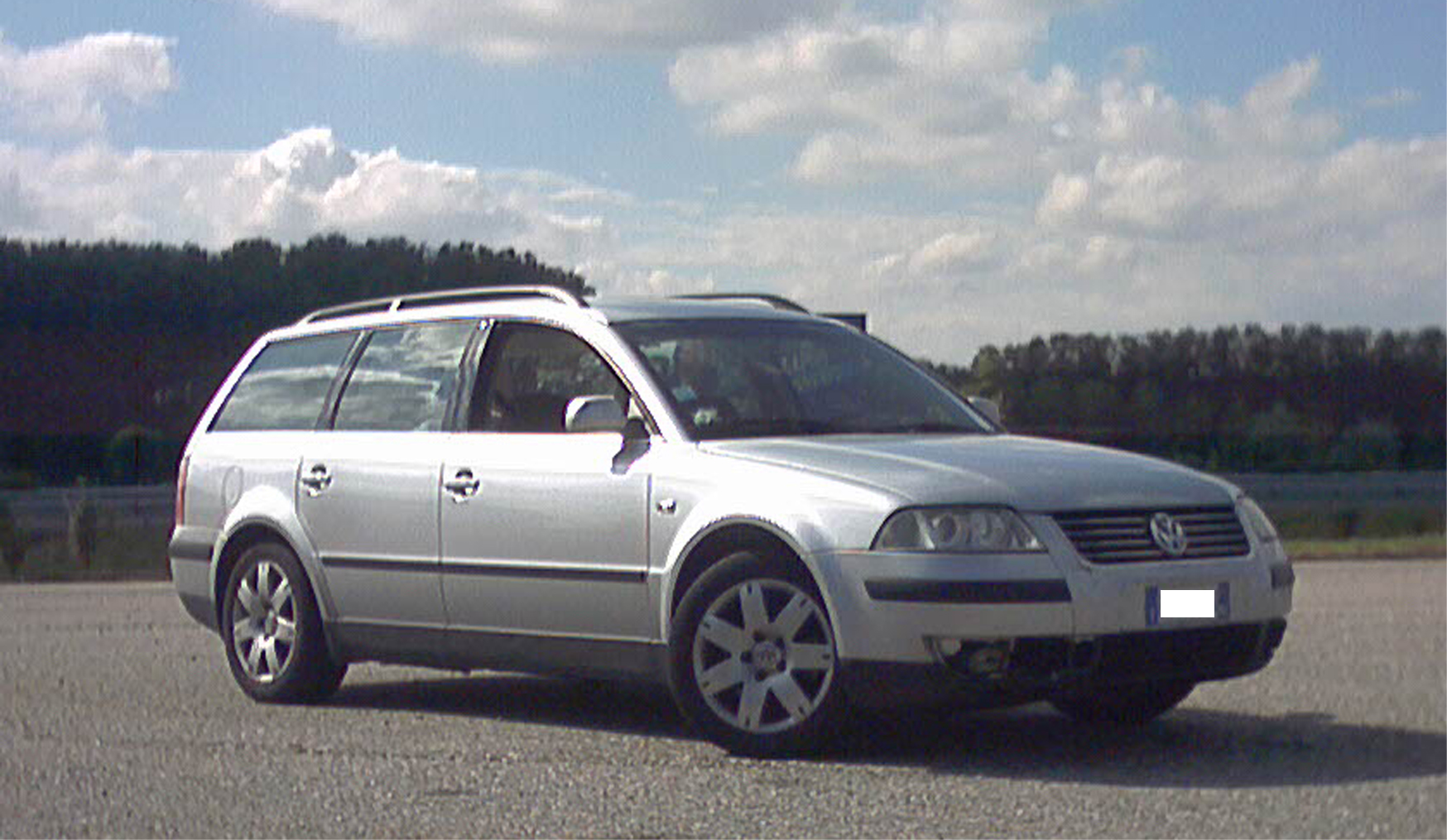
Passat Variant B5 restyling

Migliorato inoltre il comportamento nei crash test Euro NCAP, nel 2001 ha infatti raggiunto il risultato di 4 stelle grazie all'irrigidimento della scocca e agli airbag per la testa montati nel rivestimento sopra le porte, vennero inoltre montate di serie le clip di fissaggio per il sistema ISOFIX.
All'esordio tutti i motori a benzina erano conformi alla normativa Euro 4 mentre tutti i Diesel a quella Euro 3.
Nel 2002 fu introdotto il nuovo 4 litri W8, che erogava 270 cavalli (202 kW), con la trazione integrale per consentire un miglior sfruttamento della potenza. Questo motore era un esperimento per la Volkswagen, che si stava cimentando nello sviluppo di motori a W. Il test servì a sviluppare in seguito il W12 per la Phaeton, per la Touareg e per l'A8 e il W16 per la Bugatti Veyron. Questo stesso W8 fu però scartato nel 2004 quando la gamma venne rinnovata.

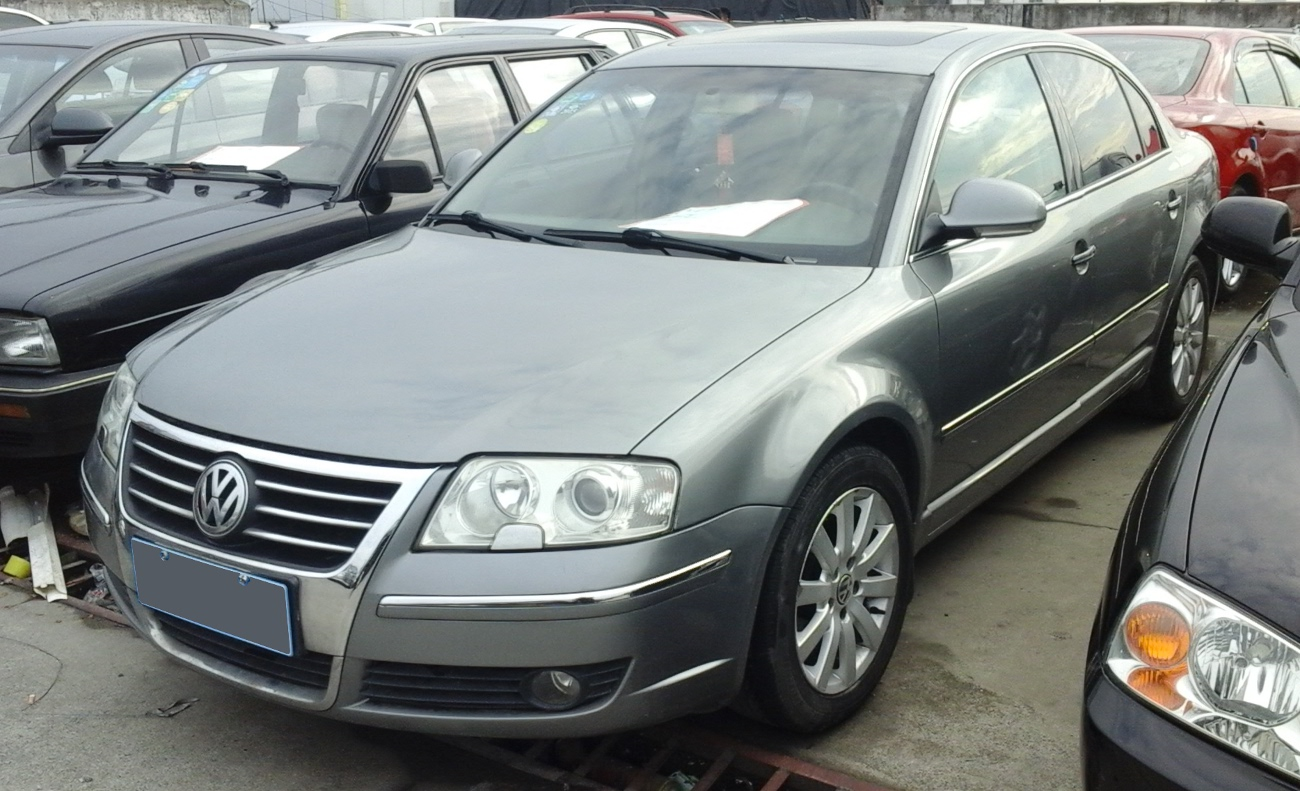
Volkswagen Passat Lingyu

Nel 2003 il motore 2.5 TDI V6 venne offerto in due tagli di potenza portandolo dagli originari 150 CV a 163 CV o 180 CV.

### Cina
Una versione con l'interasse più lungo fu introdotta in Cina a fine 1999 dalla Volkswagen di Shanghai. Questo pianale maggiorato andò poi a "sostenere" la Škoda Superb. Ambedue avevano un interasse più lungo di 100 mm ed erano nel complesso più lunghe della Passat europea. una versione aggiornata della Passat cinese è stata chiamata Lingyu ed è entrata in commercio nel 2005 con tre motori a benzina: il 2 litri, il 1,8 litri Turbo e il V6 2,8 litri.

## Motorizzazioni
| Modello            | Disponibilità        | Motore                       | Cilindrata | Potenza                         | Coppia massima                | 0–100 km/h (secondi) | Velocità max (km/h) |
| 1.6i 8V 100        | dall'esordio al 2000 | 4 cilindri in linea, Benzina | 1.595 cm³  | 74 kW (100 CV) @5.300 giri/min  | 140 N·m @3.800 giri/min       | 12,5                 | 191                 |
| 1.6i 8V 102        | dal 2000 al 2005     | 4 cilindri in linea, Benzina | 1.595 cm³  | 75 kW (102 CV) @5.600 giri/min  | 148 N·m @3.800 giri/min       | 12,7                 | 192                 |
| 1.8i 20V 125       | dall'esordio al 2000 | 4 cilindri in linea, Benzina | 1.781 cm³  | 92 kW (125 CV) @5.800 giri/min  | 173 N·m @3.950 giri/min       | 10,9                 | 206                 |
| 1.8i 20V Turbo 150 | dall'esordio al 2004 | 4 cilindri in linea, Benzina | 1.781 cm³  | 110 kW (150 CV) @5.700 giri/min | 210 N·m @1.750–4.600 giri/min | 9,2                  | 221                 |
| 2.0i 8V 115        | dal 2000 al 2005     | 4 cilindri in linea, Benzina | 1.984 cm³  | 85 kW (115 CV) @5.400 giri/min  | 172 N·m @3.500 giri/min       | 11,2                 | 200                 |
| 2.0i 20V 130       | dal 2001 al 2005     | 4 cilindri in linea, Benzina | 1.984 cm³  | 96 kW (130 CV) @5.700 giri/min  | 195 N·m @3.300 giri/min       | 9,9                  | 210                 |
| 2.3i 10V 150       | dal 1997 al 2000     | 5 cilindri in VR, Benzina    | 2.324 cm³  | 110 kW (150 CV) @6.000 giri/min | 205 N·m @3.200 giri/min       | 9,5                  | 221                 |
| 2.3i 20V 170       | dal 2000 al 2003     | 5 cilindri in VR, Benzina    | 2.324 cm³  | 125 kW (170 CV) @6.200 giri/min | 225 N·m @3.200 giri/min       | 8,9                  | 228                 |
| 2.8i 30V 193       | dal 1997 al 2005     | 6 cilindri in V, Benzina     | 2.771 cm³  | 142 kW (193 CV) @6.000 giri/min | 280 N·m @3.200 giri/min       | 7,8                  | 238                 |
| 4.0i 32V 275       | dal 2001 al 2004     | 8 cilindri in W, Benzina     | 3.999 cm³  | 202 kW (275 CV) @6.000 giri/min | 370 N·m @2.750 giri/min       | 6,5                  | 250                 |
| 1.9 TDI 8V 90      | dall'esordio al 2000 | 4 cilindri in linea, Gasolio | 1.896 cm³  | 66 kW (90 CV) @4.000 giri/min   | 202 N·m @1.900 giri/min       | 13,5                 | 183                 |
| 1.9 TDI 8V 100     | dal 2000 al 2005     | 4 cilindri in linea, Gasolio | 1.896 cm³  | 74 kW (100 CV) @4.000 giri/min  | 250 N·m @1.900 giri/min       | 12,4                 | 191                 |
| 1.9 TDI 8V 110     | dall'esordio al 2000 | 4 cilindri in linea, Gasolio | 1.896 cm³  | 81 kW (110 CV) @4.150 giri/min  | 235 N·m @1.900 giri/min       | 11,3                 | 196                 |
| 1.9 TDI 8V 115     | dal 1999 al 2000     | 4 cilindri in linea, Gasolio | 1.896 cm³  | 85 kW (115 CV) @4.000 giri/min  | 285 N·m @1.900 giri/min       | 10,8                 | 200                 |
| 1.9 TDI 8V 115     | dal 1999 al 2000     | 4 cilindri in linea, Gasolio | 1.896 cm³  | 85 kW (115 CV) @4.000 giri/min  | 310 N·m @1.900 giri/min       | 10,8                 | 200                 |
| 1.9 TDI 8V 130     | dal 2000 al 2005     | 4 cilindri in linea, Gasolio | 1.896 cm³  | 96 kW (130 CV) @4.000 giri/min  | 285 N·m @1.750–2.500 giri/min | 9,9                  | 208                 |
| 1.9 TDI 8V 130     | dal 2000 al 2005     | 4 cilindri in linea, Gasolio | 1.896 cm³  | 96 kW (130 CV) @4.000 giri/min  | 310 N·m @1.900 giri/min       | 9,9                  | 208                 |
| 2.0 TDI 8V 136     | dal 2003 al 2005     | 4 cilindri in linea, Gasolio | 1.968 cm³  | 100 kW (136 CV) @4.000 giri/min | 335 N·m @1.900 giri/min       | 9,8                  | 211                 |
| 2.5 TDI 24V 150    | dal 1998 al 2003     | 6 cilindri in V, Gasolio     | 2.496 cm³  | 110 kW (150 CV) @4.000 giri/min | 310 N·m @1.500–3.200 giri/min | 9,6                  | 220                 |
| 2.5 TDI 24V 163    | dal 2003 al 2005     | 6 cilindri in V, Gasolio     | 2.496 cm³  | 120 kW (163 CV) @4.000 giri/min | 350 N·m @1.500–3.000 giri/min | 9,1                  | 225                 |
| 2.5 TDI 24V 180    | dal 2003 al 2005     | 6 cilindri in V, Gasolio     | 2.496 cm³  | 132 kW (180 CV) @4.000 giri/min | 370 N·m @1.500–2.500 giri/min | 9,6                  | 226                 |